# Кубок Чернігівської області з футболу 1982
Кубок Чернігівської області з футболу 1982 — 38-й розіграш Кубка Чернігівської області з футболу.
На всіх етапах турніру зустрічі команд складаються з одного матчу.

## Учасники
В цьому розіграші Кубку узяли участь 23 клуби.
| 1/16 фіналу - «Будмаш» (Прилуки) - «Водник» (Чернігів) - «Зірка» (Ніжин) - «Колос» (Івківці) - «Колис» (Куликівка) - «Колос» (Лосинівка) - «Кристал» (Носівка) - «Металіст» (Ніжин) - «Нива» (Новгород-Сіверський) - команда м. Носівка - команда м. Ріпки - «Схід» (Розсудів) - «Торпедо» (Ніжин) - «Торпедо» (Чернігів) | 1/8 фіналу - «Авангард» (Ладав) - «Агат» (Городня) - «Водоканал» (Чернігів) - «Зірка» (Корюківка) - «Колос» (Березна) - «Полісся» (Чернігів) - «Прогрес» (Ніжин) - «Промінь» (Чернігів) - «Хіммаш» (Бахмач) |

## 1/16 фіналу
| Команда 1          | Команда 2        | Рахунок |
| ------------------ | ---------------- | ------- |
| команда м. Носівка | «Кристал»        | 1:3     |
| «Колос» І          | «Торпедо» Н      | 2:4     |
| «Будмаш»           | «Зірка» Н        | 5:1     |
| «Колис» К          | «Водник»         | 0:1     |
| «Нива»             | «Торпедо» Ч      | 0:1     |
| «Колос» Л          | «Металіст»       | -:+     |
| «Схід»             | команда м. Ріпки | 1:0     |

## 1/8 фіналу
| Команда 1  | Команда 2   | Рахунок    |
| ---------- | ----------- | ---------- |
| «Агат»     | «Промінь»   | 0:6        |
| «Колос» Б  | «Полісся»   | 3:0        |
| «Кристал»  | «Торпедо» Н | 0:1        |
| «Металіст» | «Будмаш»    | 6:4        |
| «Хіммаш»   | «Прогрес»   | 2:3 (д.ч.) |
| «Зірка» К  | «Водоканал» | 1:3        |
| «Авангард» | «Схід»      | +:-        |
| «Водник»   | «Торпедо» Ч | ?:?        |

## 1/4 фіналу
| Команда 1   | Команда 2  | Рахунок           |
| ----------- | ---------- | ----------------- |
| «Торпедо» Н | «Металіст» | 5:2               |
| «Водник»    | «Авангард» | 1:3               |
| «Промінь»   | «Колос» Б  | 10:1              |
| «Водоканал» | «Прогрес»  | 3:3 (по пен. 6:7) |

## 1/2 фіналу
| Команда 1   | Команда 2  | Рахунок |
| ----------- | ---------- | ------- |
| «Прогрес»   | «Авангард» | 2:1     |
| «Торпедо» Н | «Промінь»  | 0:1     |

## Фінал
| Команда 1 | Команда 2 | Рахунок |
| --------- | --------- | ------- |
| «Промінь» | «Прогрес» | 3:0     |